# 华东师范大学附属外国语实验学校
华东师范大学附属外国语实验学校（简称：华外实验），位于上海市普陀区白玉路地段，是公办九年一贯制学校，原校址为上海市普雄学校。学校现有瞿家廊路、白玉路和顺义路三个校区。
该校为华东师范大学与上海市普陀区政府于2014年4月签约建立。